# 大坡水库
大坡水库是中国广西壮族自治区玉林市小平山镇境内的一座水库，位于西江流域大洋河上，建于1980年。水库正常库容为856万立方米，集雨面积为19平方千米，海拔为210米。